# Wolfgang Lohmann (Politiker)
Wolfgang Lohmann (* 29. Mai 1935 in Castrop-Rauxel) ist ein deutscher Politiker (CDU) und ehemaliges Mitglied des Deutschen Bundestages.

## Leben
Nachdem Lohmann 1957 sein Abitur machte, studierte er Wirtschafts- und Sozialwissenschaften in Frankfurt am Main und Münster. Im Jahr 1961 bestand er sein Staatsexamen. Bis 1964 arbeitete er in der Industrie als Assistent der Geschäftsleitung. Danach war er Geschäftsführer der Industrie- und Handelskammer, bis er als Geschäftsführer eines mittelständischen Industriebetriebes tätig wurde. Er war zudem noch Vorstandsmitglied des Arbeitgeberverbandes Lüdenscheid, des Wirtschaftsverbandes Eisen, Blech und Metall und Geschäftsführer im Bildungswerk der NRW-Wirtschaft e.V. Von 2002 bis 2004 war er Mitglied des Vorstandes und danach bis 2012 Vorstandsvorsitzender der Stiftung Neuromedizin (Münster). Er ist Mitglied der Frankfurt-Leipziger Burschenschaft Arminia zu Frankfurt am Main.

## Politik
Lohmann trat im Jahr 1967 der CDU bei, seit 1983 war er deren Vorsitzender im Kreisverband Mark und Bezirksvorstandsmitglied des CDU-Bezirkes Sauer-Siegerland. Er war Mitglied des Rates der Stadt Lüdenscheid und des hiesigen Kreistages. Nachdem er bereits bei der Bundestagswahl 1983 mit einem Direktmandat im Wahlkreis Märkischer Kreis II in den Bundestag eingezogen war, konnte er diesen Erfolg vier Jahre später nicht wiederholen. Er zog allerdings am 12. November 1990 für den ausgeschiedenen Abgeordneten Kurt Biedenkopf erneut in den Bundestag ein. Das Mandat hatte bis 2002 inne. In dieser Zeit war Lohmann als gesundheitspolitischer Sprecher Vorsitzender der Arbeitsgruppe Gesundheit der CDU/CSU-Fraktion. Außerdem war er Mitglied des Fraktionsvorstandes.
1996 wurde ihm das Bundesverdienstkreuz am Bande verliehen.